# Advanced Research and Global Observation Satellite
Advanced Research and Global Observation Satellite o ARGOS, también conocido por la denominación P91-1, fue un satélite artificial perteneciente al programa de pruebas espaciales de la USAF. Portaba, entre otros, un experimento de propulsión iónica, instrumentos ionosféricos, un experimento de detección de polvo espacial y detectores de rayos X duros para observaciones astronómicas relativas a estrellas binarias de rayos X. El satélite fue construido por Boeing y lanzado el 23 de febrero de 1999 mediante un cohete Delta desde la base aérea de Vandenberg.
El experimento de propulsión iónica a bordo de ARGOS (denominado Electric Propulsion Space Experiment, ESEX) fue concebido en 1989 en el entonces Laboratorio de Astronáutica de la Fuerza Aérea, en la base de la Fuerza Aérea de Edwards, en California. El contratista principal fue TRW. El motor funcionaba  con una potencia de 30 kW, con 26 kW dedicados a propulsión, y era alimentado por baterías de zinc y plata. En su momento fue el motor iónico más potente en funcionamiento real.
Tras una misión exitosa y superar la expectativa de vida inicial, de tres años, la nave fue dada por perdida el 31 de julio de 2003 debido a la pérdida de comunicaciones con la misma originada por el deterioro de las unidades de control inercial, que llevó a un giro descontrolado de la nave.